# Android Lollipop

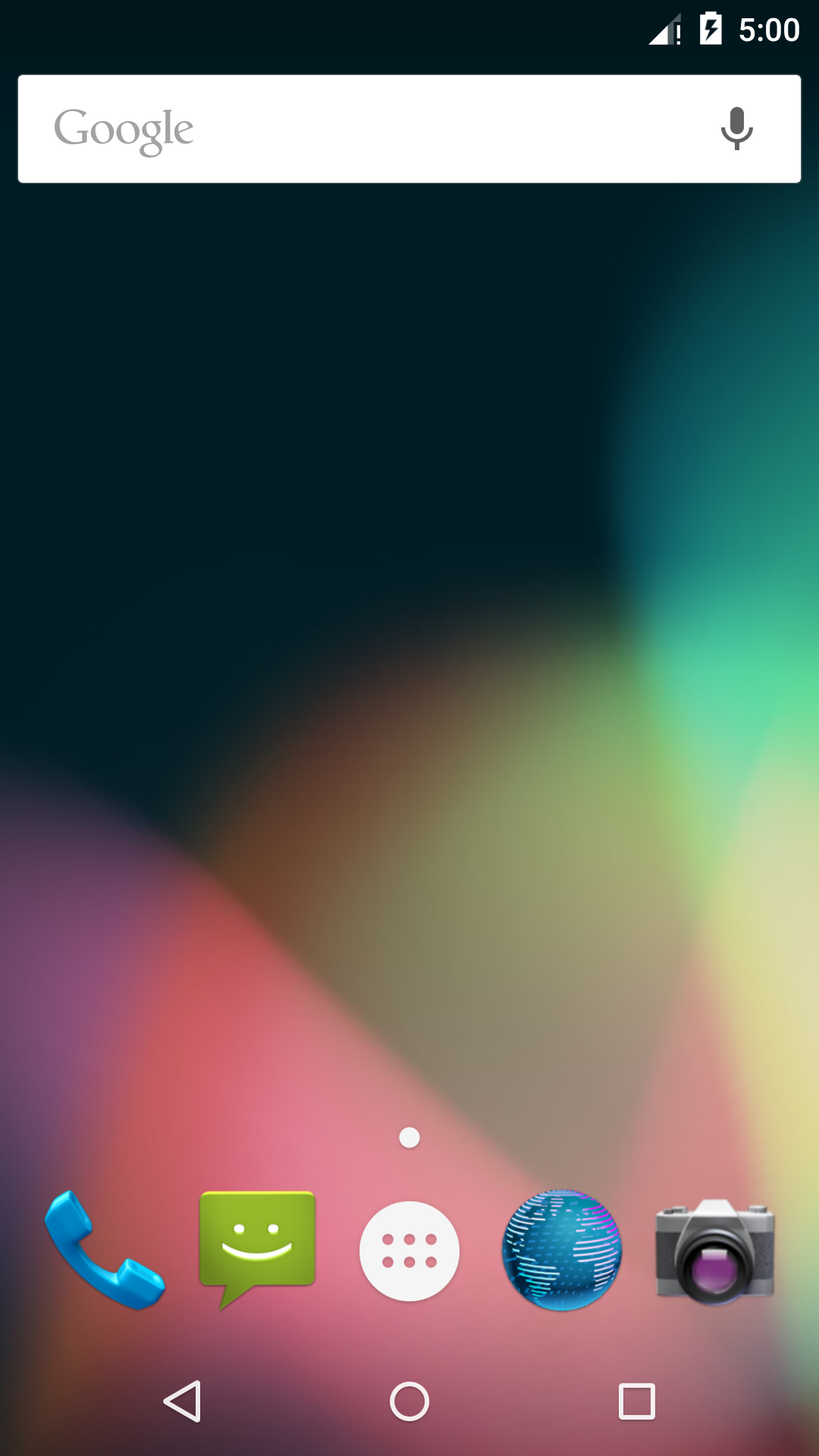
Android Lollipop screenshot

Android Lollipop ist die fünfte große Version von Googles Betriebssystem Android und wird somit häufig auch als Android 5 bezeichnet. Intern hatte es während der Entwicklung auch den Codenamen Android L.
Der Vorgänger ist Android KitKat (4.4) und der Nachfolger Android Marshmallow (6).
Android Lollipop umfasst die Versionen 5.0 bis 5.1.1. Die erste Version wurde am 4. November 2014 veröffentlicht, wobei die ersten sogenannten Developer Previews, die man auf Geräten wie dem Google Nexus installieren konnte, schon im Oktober 2014 verfügbar waren. Die Version 5.1.1 erhielt noch bis März 2018 Sicherheitsupdates.

## Merkmale
Bei dieser Version wurde zum einen auf die Möglichkeit wert gelegt, seine Android-Geräte auf einfachem Wege mit beispielsweise einem Fernseher oder dem Entertainmentsystem von Autos zu verbinden. Außerdem wurde zusammen mit Lollipop auch Android TV eingeführt.
Neu war auch das sogenannte Material Design, welches sich visuell merklich von den Vorgängerversionen unterscheidet.
Zudem können seither Audio-Signale mit bis hin zu 8 Kanälen verarbeitet werden, somit also auch 5.1- und 7.1-Kanäle, und USB-Audiogeräte wie Headsets oder Lautsprecher werden standardmäßig unterstützt.
Als Sicherheitsfeature wird die Möglichkeit eingeführt, Gastbenutzer anlegen zu können.
Eine weitere Neuerung ist die Unterstützung von 64-Bit Architekturen und OpenGL ES (GLES) 3.1.

### API-Level
Android 5.0 setzt auf das API-Level 21, Version 5.1 auf das Level 22.

## Geräte
Eine Vielzahl an Smartphones wurden mit Android Lollipop ausgeliefert, darunter fallen beispielsweise das Samsung Galaxy S6 (ausgeliefert mit Android 5.0.2), das HTC One M9 (Android 5.0) und das Motorola Nexus 6 (Android 5.0).
Viele weitere Geräte erhielten zudem Updates auf Android Lollipop.
Außerdem gab es, auch bedingt durch das Erscheinen von Android TV, neben Tablets und sogenannten Wearables auch Fernsehgeräte (in Form von Smart TVs) mit Android Lollipop.